# Esquí alpí als Jocs Olímpics d'hivern de 1992
Als Jocs Olímpics d'Hivern de 1992 celebrats a la ciutat d'Albertville (França) es disputaren deu proves d'esquí alpí, cinc en categoria masculina i cinc més en categoria femenina.
Les proves es realitzaren entre els dies 9 i 22 de febrer de 1992 a les instal·lacions de Les Menuires (eslàlom masculí), Val-d'Isère (resta de proves masculines) i Méribel (proves femenines). Hi participaren un total de 321 esquiadors, entre ells 210 homes i 111 dones, de 50 comitès nacionals diferents.

## Resum de medalles

### Categoria masculina
| Prova                  | Or                   | Argent            | Bronze              |
| Descens Detalls        | Patrick Ortlieb      | Franck Piccard    | Günther Mader       |
| Super Gegant Detalls   | Kjetil André Aamodt  | Marc Girardelli   | Jan Einar Thorsen   |
| Eslàlom gegant Detalls | Alberto Tomba        | Marc Girardelli   | Kjetil André Aamodt |
| Eslàlom Detalls        | Finn Christian Jagge | Alberto Tomba     | Michael Tritscher   |
| Combinada Detalls      | Josef Polig          | Gianfranco Martin | Steve Locher        |

### Categoria femenina
| Prova                  | Or                 | Argent            | Bronze                 |
| Descens Detalls        | Kerrin Lee-Gartner | Hilary Lindh      | Veronika Wallinger     |
| Super Gegant Detalls   | Deborah Compagnoni | Carole Merle      | Katja Seizinger        |
| Eslàlom gegant Detalls | Pernilla Wiberg    | Diann Roffe       | Anita Wachter          |
| Eslàlom Detalls        | Petra Kronberger   | Annelise Coberger | Blanca Fernández-Ochoa |
| Combinada Detalls      | Petra Kronberger   | Anita Wachter     | Florence Masnada       |

## Medaller
| Posició | País         | Or | Argent | Bronze | Total |
| 1       | Àustria      | 3  | 2      | 3      | 8     |
| 2       | Itàlia       | 3  | 2      | 0      | 5     |
| 3       | Noruega      | 2  | 0      | 2      | 4     |
| 4       | Canadà       | 1  | 0      | 0      | 1     |
| 4       | Suècia       | 1  | 0      | 0      | 1     |
| 6       | França       | 0  | 2      | 1      | 3     |
| 7       | Estats Units | 0  | 2      | 0      | 2     |
| 7       | Luxemburg    | 0  | 2      | 0      | 2     |
| 9       | Nova Zelanda | 0  | 1      | 0      | 1     |
| 10      | Alemanya     | 0  | 0      | 1      | 1     |
| 10      | Espanya      | 0  | 0      | 1      | 1     |
| 10      | Suïssa       | 0  | 0      | 1      | 1     |
|         |              |    |        |        |       |
| Total   | Total        | 10 | 10     | 10     | 30    |